# Mariano Carnerero
Mariano Carnerero (Madrid, 1787-1843) fue un periodista y diplomático español, hermano del también periodista José María Carnerero.

## Biografía
Era hijo del propietario del Memorial Literario y secretario real Sebastián Bernardo Carnerero de la Quintana y de Josefa Bails de Balmaseda, de familia hidalga. Protegido por Godoy, fue redactor en la última época del Memorial Literario de Madrid (1805-1808) desde que su padre se hizo con la propiedad del periódico en 1805. Daban las directrices de este periódico Antonio de Capmany y Montpalau y el conde del Haro, luego duque de Frías, y lo redactaban los hermanos Carnerero, Cristóbal de Beña y el médico Andrés Moya Luzuriaga. Tras diversas comisiones a Gerona, Londres y Palermo, en Cádiz, donde, según Antonio Alcalá Galiano, fue masón, redactó junto a Félix Enciso Castrillón el periódico Tertulia Patriótica de Cádiz entre el 17 de octubre de 1810 y el 15 de febrero de 1811. Lo agregaron a la embajada española en Moscú en 1812 y fue oficial de embajada en París en 1814 y secretario de embajada en Turín (1818) y en Viena (1818-1819) y, en ese mismo año de 1819, oficial segundo de la Secretaría de Estado; fue secretario y encargado de negocios en 1821-1822 y agente de Francisco Tadeo Calomarde en París durante la Década Ominosa; lo recomendó José Manuel Regato para el puesto de encargado de negocios en París en 1830, pero no llegó a obtenerlo. Fue redactor de La Revista Española, dirigida por su hermano, en 1832, y secretario de la sección de estado del Consejo Real en 1834, año en que, según Regato, se hallaba en correspondencia directa con el  superintendente de policía Marcelino de la Torre. En 1836 pidió la jubilación, pero en 1837 fue miembro de la Junta de Franquicias Diplomáticas. De abril a julio de 1838, Manuel María Gutiérrez, Mariano Carnerero y José Francisco Campuzano, que habían publicado El Patriota, publicaron con periodicidad bisemanal El Amigo del Pueblo. Fue ministro plenipotenciario en Suiza en 1839, y desde 1843 tuvo el mismo cargo en Lisboa. Como su hermano, con el que no se llevaba bien, tuvo fama de veleta en política; poseía la Gran Cruz de Isabel la Católica.

## Obras
- Al combate naval, Madrid,  1806.
- ¡Españoles Alerta! Observaciones acerca del estado crítico en que se halla España, Cádiz, 1840.